# Вальцель, Оскар
О́скар Ва́льцель (нем. Oskar Walzel; 1864—1944) — австрийский и немецкий литературовед, профессор, преподаватель в университетах Берна, Дрездена и Бонна.

## Биография
Родился в Вене 28 октября 1864 года. Был сыном известного немецкого фельетониста и либреттиста Камилло Вальцеля. В 1883—1888 гг. учился в университетах Вены и Берлина. В 1894-м получил хабилитацию в родной Вене. В 1897-м был приглашён на преподавательскую работу в Бернский университет, а в 1907-м стал преемником Адольфа Штерна в университете Дрездена. С 1921 года преподавал в Боннском университете. В 1933-м стал заслуженным профессором, но продолжал читать лекции.
В 1936 году, после прихода к власти в Германии нацистов, был уволен из университета из-за тесной связи с евреями. Умер 29 декабря 1944-го во время бомбёжки при до конца не выясненных обстоятельствах. Похоронен в Бонне, на Южном кладбище (Bonner Südfriedhof). Его жена, еврейка по национальности, в том же году была отправлена в концлагерь Терезиенштадт, где впоследствии скончалась.

## Научная деятельность
Находясь под влиянием В. Дильтея, Вальцель в своих работах связывает явления художественной литературы с направлением философской мысли в данный период времени. Это прослеживается в его трудах о немецком романтизме, Ф. Шиллере, И. В. Гёте, Г. Э. Лессинге, Ф. Шлегеле, Рикарде Гух и др., в которых автор изучает возникновение отдельных литературных жанров, ставит вопросы теории новеллы, драмы, лирики. Одной из основных книг, посвящённых этим проблемам, является «О творческой жизни в XVIII и XIX веках» (Vom Geistesleben des XVIII und XIX Jahrhunderts). В 1916—1917 Вальцель обращается в основном к методологическим проблемам литературоведения; здесь он опирается на два принципа: во-первых, это классификация произведений искусства по их стилевой принадлежности, напр., к ренессансу или барокко, во-вторых — это принцип взаимодействия искусств. Свои взгляды на методологию он изложил вначале в докладе, изданном в 1917-м, под названием «Взаимодействие искусств» (Wechselseitige Erhellung der Künste), затем детализировал в издаваемой им истории всемирной литературы «Handbuch der Literaturwissenschaft» — «Содержание и форма в произведении писателя» (Gehalt und Gestalt im Kunstwerk des Dichters, 1923).
Вальцель рассматривает литературные явления преимущественно с формальной стороны и классифицирует литературные произведения по формальным признакам. У него «воля к форме» (Formwille) является главным фактором эволюции литературы. По его мнению, форма художественного произведения выражает метафизическую абсолютность, определяет единство произведения, а потому изучение последнего должно происходить прежде всего с формальной стороны.
Следуя принципу единства законов художественной формы для всех искусств, Вальцель предлагает использовать в анализе текстов музыковедческие и искусствоведческие приёмы. Это описано в книгах «Содержание и форма в произведениях писателя» и «Произведение словесного искусства: Способы его исследования» (Das Wortkunstwerk: Mittel seiner Erforschung, 1926).
По Вальцелю, искусство, как и философия, является самостоятельным выражением сущности жизни и образует параллельное с философией направление человеческого познания. Исследуя литературное произведение, необходимо рассматривать его художественный образ, складывающийся из формы и содержания, а в анализе художественного творения определяющим является лишь имманентная сущность произведения, при этом ни художник, ни окружающие не имеют значения.
Несмотря на некоторую обоснованность своих философских воззрений, Вальцель не в состоянии решить целый ряд проблем. Например, он не отвечает на вопрос о принципах взаимоотношения формы и содержания. Определяя форму как основополагающее свойство произведения, он в то же самое время провозглашает единство формы и содержания. Также он бессилен дать приемлемое обоснование установленным им самим типам художественного и литературного творчества. Тем не менее, не лишены актуальности его исследования в области повествовательной организации художественного текста. Также Вальцель одним из первых поднял вопрос о значении несобственно-прямой речи в структуре европейского романа.

## Сочинения
- Deutsche Romantik, 1908.
- Leitmotive in Dichtungen, 1917
- Die deutsche Dichtung seit Goethe Tod, 1920.
- Gehalt und Gestalt im Kunstwerk des Dichters, 1923.
- Das Wortkunstwerk, 1926
- Florenz in deutscher Dichtung, Кёльн, 1937
- Wachstum und Wandel. Lebenserinnerungen; Erich Schmidt Verlag. Берлин, 1956.

Издания
- Handbuch der Literaturwissenschaft; под ред. Оскара Вальцеля, 1938.